# Personnages de Samantha qui ?
 (décembre 2011).
Cet article présente les personnages de la série télévisée américaine Samantha qui ?.

## Présentation de la série
À Chicago, Samantha Newly se réveille à l'hôpital après huit jours passés dans le coma, sans aucun souvenir de son passé. Elle doit recommencer sa vie et découvre alors qu'elle n'était ni très honnête ni sympathique : en définitive, elle avait tout d'une garce ! La nouvelle Samantha tente de concilier celle qu'elle était et celle qu'elle voudrait être, mais le juste milieu n'est jamais simple à trouver...

## Samantha «Sam» Newly
Samantha Newly était une garce. Elle trompait son petit ami, et faisait des mauvais coups aux personnes de son entourage. 
Mais après son accident de voiture, elle ne se souvient de rien. Elle est atteinte d'amnésie rétrograde.
Après son retour dans la vraie vie, elle réalise qu'elle était une mauvaise personne.
Reconnaissante d'avoir une nouvelle chance, elle décide de tout recommencer à zéro. Mais malgré toutes ses bonnes intentions, le spectre de la "mauvaise Sam" rôde toujours.

## Regina Newly
C'est la mère de Samantha. Narcissique et excentrique, elle voit dans l'amnésie de sa fille l'occasion idéale pour repartir sur de meilleures bases avec Samantha : en effet, elles ne se parlent plus depuis deux ans, pour des raisons que Regina Newly garde pour elle, puisque Samantha, de son côté, n'en conserve aucun souvenir.
Elle espère bien pouvoir aussi tirer parti de cette amnésie si bienvenue pour remodeler sa fille selon l'idée qu'elle, Regina Newly, se fait de ce que doit être une fille idéale.

## Howard Newly
C'est le père de Samantha.
Howard se tient souvent en retrait et laisse sa femme prendre les devants. Il la laisse tout prendre en main.
Il est le premier à ne pas se prendre au sérieux et à se moquer de lui-même.
Il aime beaucoup la chasse, le football. Il n'aime pas les personnes qui conduisent des voitures étrangères.

## Andrea Belladonna
Andrea Belladonna est la meilleure amie de Samantha. Elle est interprétée par Jennifer Esposito.